# Salem Diner
Das Salem Diner ist ein 1941 gebauter Diner (ein Art Autobahnraststätte) in Salem im Bundesstaat Massachusetts der Vereinigten Staaten. Es zählt zum Typ des „Streamliner-Diners“ und wurde am 22. September 1999 im Rahmen der Multiple Property Submission Diners of Massachusetts MPS in das National Register of Historic Places (NRHP) eingetragen.

## Beschreibung
Das Salem Diner wurde 1941 von Sterling Diners in Merrimac als Baunummer #4106 gebaut und ist ein gut erhaltenes Beispiel für den nach dem Hersteller benannten Typ des „Sterling-Streamliners“, der insbesondere durch sein aerodynamisches Aussehen und extrem abgerundete kurze Seiten auffällt. Dieser Dinerstil ist heute nur noch selten anzutreffen; 1999 standen im gesamten Bundesstaat Massachusetts nur noch zwei Sterling Streamliner.
Das Diner befindet sich rund 2 km südlich des Rathauses der Stadt an einem Teilstück der Massachusetts Route 1A in einem gemischt genutzten Gewerbe- und Industriegebiet. Es besteht aus einer Holzrahmenkonstruktion und ist mit dunkelgelber Email verkleidet, die Akzente in Blau aufweist. Das Tonnendach besteht aus Metall und verfügt über eine „Finne“, die als Teil des aerodynamischen Designs über die gesamte Länge verläuft und einen Schriftzug mit dem Namen des Diners trägt. Das Diner steht auf einem Betonfundament, in das Glasblöcke eingelassen sind. In der Mitte der Längsseite befindet sich innerhalb eines aus den 1960er Jahren stammenden Vestibüls der Haupteingang, ein weiterer Eingang führt an der nicht abgerundeten Westseite in das Restaurant. An der Nordseite steht ein einstöckiger Anbau mit Giebeldach aus den 1950er Jahren, in dem die Küche untergebracht ist.
Im Inneren sind viele Originalteile erhalten, darunter die Dach- und Wandverkleidungen aus dunkelgelber Email mit blauen Akzenten. Die Theke erstreckt sich über etwa zwei Drittel der Längsseite und verfügt über 13 mit PVC bezogene Barhocker. Der Bodenbelag besteht aus kleinen Kacheln in verschiedenen Grüntönen. Entlang der Längsseite befinden sich Tischnischen, deren Materialien und Aussehen im Laufe der Jahre deutlich verändert wurden. Im abgerundeten Bereich an der Westseite wird das Platzangebot durch weitere Tische ergänzt, die Sitzbänke auf der einen und Stühle auf der anderen Seite bieten.

## Historische Bedeutung
Das Salem Diner ist das einzige Streamliner-Diner in Salem und eines von nur wenigen in Massachusetts, dessen ursprüngliches aerodynamisches Design gut erhalten ist. Es spiegelt den erheblichen Einfluss des Industriedesigns auf die US-amerikanische Architektur in der Zeit zwischen der Großen Depression und dem Zweiten Weltkrieg wider.
Die ersten Eigentümer des Salem Diners waren der Bostoner Anwalt George F. Sullivan und der aus Malden stammende Händler Frederick J. Doherty. Ende der 1940er oder Anfang der 1950er Jahre – die Aufzeichnungen lassen hier keinen genauen Schluss zu – übernahmen James und William Kallas das Geschäft, deren Familie ebenfalls das Bel-Aire Diner in West Peabody betrieb. Sie führten das Diner bis 1983, als John Kallas und Theo Tsoutsouris den Betrieb kauften.